# Saint-Maurice-lès-Couches
Saint-Maurice-lès-Couches – miejscowość i gmina we Francji, w regionie Burgundia-Franche-Comté, w departamencie Saona i Loara.
Według danych na rok 1990 gminę zamieszkiwało 178 osób, a gęstość zaludnienia wynosiła 38 osób/km² (wśród 2044 gmin Burgundii Saint-Maurice-lès-Couches plasuje się na 733. miejscu pod względem liczby ludności, natomiast pod względem powierzchni na miejscu 1256.).